# Les Modules (Torchwood)
Pour les articles homonymes, voir Module.
Les Modules (The Categories of Life (traduction littérale : Les catégories de la vie) est le cinquième épisode de la quatrième saison de la série télévisée britannique Torchwood, saison intitulée Torchwood : Le Jour du Miracle.

## Accroche
L'équipe Torchwood explore les camps de désengorgement et essaie de comprendre ce qui se passe dans les Modules qu'ils renferment. Pendant ce temps, au Pays de Galles, Gwen tente de récupérer son père qui a été placé dans un de ces camps.

## Distribution
- John Barrowman : Capitaine Jack Harkness
- Eve Myles : Gwen Cooper
- Mekhi Phifer : Rex Matheson
- Alexa Havins : Esther Drummond
- Kai Owen : Rhys Williams
- Bill Pullman : Oswald Danes
- Lauren Ambrose : Jilly Kitzinger
- Arlene Tur : Vera Juarez
- William Thomas : Geraint Cooper
- Sharon Morgan : Mary Cooper
- Tom Price : Sergent Andy Davidson
- Frederick Koehler : Ralph Coltrane
- Teddy Sears : Homme aux yeux bleus
- Marc Vann : Colin Maloney
- Daniel Adegboyega : Gardien
- Brad Bell : Infirmier Chris
- Charles Carpenter : Reporter
- Jim Conway : Homme
- Jonathan Dane : Homme superbe
- Teresa Garza : Présentatrice hispanophone
- Brendan Hughes : Pidgeon
- Joelle Elizabeth Jacoby : Adolescente excitée
- Liz Jenkins : Rachel
- Ria Jones : Femme sans gêne
- Masami Kosaka : Présentateur japonais
- Eve Mauro : Maria Candido
- Francine Morgan : Femme stressée
- Stuart Nurse : Thomason
- Tracy Pfau : Femme pâle
- Caroline Whitney Smith : Brancardier
- Vito Viscuso : Homme en colère
- Randa Walker : Candice

## Résumé
Les comités gouvernementaux sont annulés lorsque PhiCorp et les gouverments du monde entier mettent en place un système de catégories pour caractériser la vie. Ceux qui auraient dû mourir et sont en état de mort cérébrale sont placés en Catégorie 1, et ceux qui ont des maladies ou blessures graves et persistantes sont en Catégorie 2 tandis que la Catégorie 3 regroupe ceux qui ont peu ou aucune blessure. Les Catégories 1 et 2 sont envoyés dans des camps de désengorgement qui ressemblent à des camps de concentration où se trouvent également des modules cachés qui n'apparaissent pas sur les images satellites. Torchwood suspecte que ces modules ont un sombre objectif.
Révoltée par le contrôle croissant du gouvernement sur la vie et la mort, Vera se rend en Californie pour aider Torchwood. Puisqu'il a survécu à une blessure mortelle, Rex enquête sur un camp en Californie en tant que patient de Catégorie 2 tandis qu'Esther s'infiltre dans l'installation et reclassifie Rex en Catégorie 1, le munissant d'une camera pour filmer les preuves.
En utilisation ses accréditations du comité médical, Vera tente d'inspecter le traitement des patients de Catégorie 1 et découvre que plusieurs personnes conscientes sont placées en Catégorie 1, étant en fait déclarés non-vivants par le gouvernement. Vera menace de poursuivre Colin Maloney, l'homme qui dirige le camp de désengorgement après avoir découvert les conditions inhumaines que les patients de Catégorie 1 restés conscients doivent endurer. Celui-ci panique et tire sur elle. Pour couvrir ses actions, avec l'aide du soldat Ralph Coltrane, ils la transportent vers un des modules et la placent à l'intérieur.
Ailleurs, Jack essaie de convaincre Oswald d'utiliser sa célébrité pour révéler au monde le fait que PhiCorp était averti du Miracle avant qu'il ne survienne, mais Oswald maintient son discours pro-PhiCorp devant un stade comble. Pendant ce temps, Gwen retourne au pays de Galles pour extraire son père d'un camp de désengorgement. Durant la tentative d'évasion, son père souffre d'une autre attaque cardiaque et les médecins le transfèrent en Catégorie 1, malgré les protestations de Gwen. Quand son mari Rhys lui révèle que le personnel du camp emmène les patients de Catégorie 1 vers des "unités d'incinération", Gwen comprend que les modules sont en fait des fours crématoires utilisés pour réduire les patients de Catégorie 1 en cendres. Cela est horriblement confirmé lorsque, dans le camp de surplus de Californie, Maloney active les brûleurs du module où Vera est enfermée. Rex arrive mais ne peut libérer Vera, et il lui faut la regarder brûler vive, prenant une vidéo de son agonie tout en pleurant.

## Réception
En France, les épisodes 4 à 6 de la saison 4 ont été diffusés en première partie de soirée sur NRJ 12 le 7 décembre 2011. Ils ont réalisé une très bonne audience avec de 600 000 à 800 000 téléspectateurs, avec des scores élevés sur la cible des ménagères de moins de cinquante ans (de 4 % à 6 %).